# Острово (ада)
Острово или Острво је највеће острво (ада) у Србији, које се налази низводно од Београда, код Костолца. Острово има површину од 60 km². Дугачко је 20 km, а широко је 3 km. Острво је насељена ада у Србији, јер се у његовом западном делу налази истоимено село.

## Име
По предању име Острово настало будући да је Аустријанцима било тешко да изговоре острво, па су изменили. Временом се ово усталило и међу месним живљем.

## Историјат
У ранија времена данашњи Дунавац, тј. некадашњи рукавац Дунава који данас дели Острово од Средишње Србије, је било јачи од главног тока реке. Због тога је Острово током историје више било окренуто северу, тј. припадало је Банату и са њим је делило судбину. Тако је током времена аустријске владавине Панонијом Острово припадало њој, иако је било ближе Турском царству, а касније Србији.
Острво је било ада све до 1941. године, када су немачки окупатори током Другог светског рата, користећи костолачке руднике, од јаловине преградили дотадашњи Дунавац. Касније туда прошао савремени пут, који је повезао насеље Острово са Пожаревцом и Костолцом.